# Experimento do Pequeno Albert
O Experimento do Pequeno Albert foi um controverso experimento conduzido por John B. Watson e sua aluna de doutorado, Rosalie Rayner, em 1920, na Universidade Johns Hopkins, para demonstrar funcionamento do condicionamento clássico em seres humanos. O condicionamento clássico já havia sido demonstrado em animais, como nos experimentos de Ivan Pavlov com cachorros, mas não em humanos. No experimento de Watson, que foi inclusive filmado, ele implanta uma fobia em um bebê, associando um estímulo inicialmente neutro (animais peludos) a um estímulo aversivo (som alto). A apresentação simultânea dos dois estímulos, por diversas vezes, fez com que o bebê desenvolvesse o medo de animais peludos.

## Críticas
O experimento é considerado por alguns como pouco ético, mas contra-argumentistas dizem que foi algo extremamente necessário para o avanço da neuro ciência. Ainda, alguns autores argumentam que o experimento de Watson não permite concluir que o bebê tenha desenvolvido a fobia por animais (HARRIS, 1979).